# Otto Keller (Politiker, 1926)
Otto Keller (* 27. August 1926 in Vils; † 28. Juni 2018 in Vils) war ein österreichischer Politiker (ÖVP) und Landwirt. Keller war von 1979 bis 1990 Abgeordneter zum österreichischen Nationalrat.
Keller besuchte nach der Volksschule die landwirtschaftliche Berufsschule und von 1942 bis 1943 die Landwirtschaftsschule Imst. 1964 legte er die Landwirtschaftsmeisterprüfung ab. Er war von 1947 bis 1959 in der elterlichen Landwirtschaft beschäftigt und übernahm 1959 den Betrieb. Ihm wurde der Berufstitel Ökonomierat verliehen.
Keller begann seine politische Karriere in der Lokalpolitik und im Bauernbund. Er war von 1948 bis 1960 Ortsbauernobmann in Vils und ab 1956 Mitglied des Gemeinderates. 1959 wurde er zum Bürgermeister gewählt. Er war zudem von 1960 bis 1963 Landesjungbauernobmann-Stellvertreter, ab 1966 Bezirksobmann-Stellvertreter des Tiroler Bauernbundes sowie zwischen 1967 und 1981 Obmann der Bezirkslandwirtschaftskammer für den Bezirk Reutte. Zudem hatte er ab 1967 die Funktion eines Kammerrats der Landes-Landwirtschaftskammer für Tirol inne, war ab 1968 Mitglied des Vorstandes des Tiroler Gemeindeverbandes und von 1978 bis 1984 Bezirksbauernobmann des Tiroler Bauernbundes im Bezirk Reutte. Keller vertrat die ÖVP vom 5. Juni 1979 bis zum 4. November 1990 im Nationalrat. Er wurde in Vils bestattet.